# Zarzecze (powiat olkuski)
Zarzecze – wieś w Polsce położona w województwie małopolskim, w powiecie olkuskim, w gminie Wolbrom. Znajduje się na Wyżynie Krakowsko-Częstochowskiej.
W latach 1975–1998 miejscowość należała administracyjnie do województwa katowickiego.
We wsi znajduje się Szkoła Podstawowa im. Króla Władysława Łokietka, Klub Sportowy „ULKS Strumyk-Zarzecze”, remiza ochotniczej straży pożarnej, kaplica NMP Nieustającej Pomocy należąca do parafii św. Marii Magdaleny w Gołaczewach oraz przystanek kolejowy Zarzecze na linii linii kolejowej nr 62.